# حسن العتيبي
حسن العتيبي، من مواليد (6 اغسطس 1976) في السعودية، لاعب كرة قدم سعودي معتزل.
بدأ مسيرته الكروية مع نادي الدرع السعودي وفي عام 1994 ،انتقل إلى الهلال ولعب معهم حتى عام 2007، وفي موسم 2007/2008 لعب مع نادي القادسية السعودي، وفي عام 2008 عاد إلى نادي الهلال السعودي.
و كانوا يلقبون صبره لـ14 عام لحراسة العرين الهلالي بصبر أيوب ولم يكن يشارك كثيراً في حراسة المرمى الهلالي لوجود العملاق محمد الدعيع ,المعتزل حالياً.. لكنه دائما يثبت وجودة كحارس عملاق
أصبح الحارس الأساسي للفريق بعد اعتزال محمد الدعيع

## توقيعه مع النصر
حاول حسن العتيبي الانتقال إلى صفوف نادي النصر السعودي، غريم الهلال التقليدي، حيث وقعت معه الإدارة عام 2000، وكان هدفه اللعب أساسياً بعد سنوات من الانتظار في دكة البدلاء والمشاركة في «مونديال الأندية» الذي أقيم في البرازيل، إلا أن تفاصيل فنية حالت دون ذلك، إذ أعلن النصر عن التوقيع قبل انتهاء عقد العتيبي، ما اعتبر ذلك مخالفة نظامية، ونجح الهلال في إقناع العتيبي للاستمرار.

## اعتزاله
ودع العتيبي الملاعب في فترة مبكرة نسبياً، ويعزو سبب ذلك إلى خلافاته مع الجهاز الفني، مؤكداً «كانت السبب في اتخاذه قرار الاعتزال مبكرًا، خاصة أنه لم يكن هناك بوادر لحلها».